# Chrosiothes wagneri
Chrosiothes wagneri là một loài nhện trong họ Theridiidae.
Loài này thuộc chi Chrosiothes. Chrosiothes wagneri được Herbert Walter Levi miêu tả năm 1954.